# Nederlands trekpaard
Het Nederlands trekpaard is een ras van koudbloedpaarden dat zijn oorsprong heeft in de Nederlandse paardenfokkerij sinds eind van de 19e eeuw. Het ras wordt met name in Zeeland in ere gehouden en staat daar, maar ook in de rest van het land, ook bekend als Zeeuws trekpaard.
Het lijkt veel op het Belgisch trekpaard waaruit het oorspronkelijk ontstond.  Het ras gaat terug op een oud type werkpaard dat men al in de Middeleeuwen gebruikte.

## Geschiedenis
Het 'Nederlands trekpaard' is het enige koudbloedras dat Nederland van origine kent. Het stamboek werd opgericht op 22 december 1914 als "Stamboek voor het Nederlandsche Trekpaard".
Behalve in de landbouw werd het ook als sleperspaard gebruikt. Zoals bij de meeste koudbloedrassen nam het gebruik ervan na de Tweede Wereldoorlog sterk af. In Zeeland bleef het paard behouden door zijn sterke associatie met twee tradities: het ringrijden (vooral op Walcheren) en de straô (in Noordwelle, Schouwen-Duiveland). Tegenwoordig wordt het paard nog gebruikt voor het mennen met aangespannen wagens en sjezen.

## Exterieur
Het ras heeft een schofthoogte van rond de 1.60 meter en is daarmee middelgroot. Het lichaam is enigszins plomp en zeer gespierd met korte benen en een vrij klein hoofd. Het gewicht ligt gewoonlijk tussen 750 en 1000 kilo.
De staart werd in het verleden gecoupeerd; sinds 2001 is dat in Nederland verboden.

## Karakter
Het Nederlandse trekpaard staat bekend als een betrouwbaar dier dat niet snel paniekreacties vertoont. De dieren zijn echter ook koppig.

## Afbeeldingen

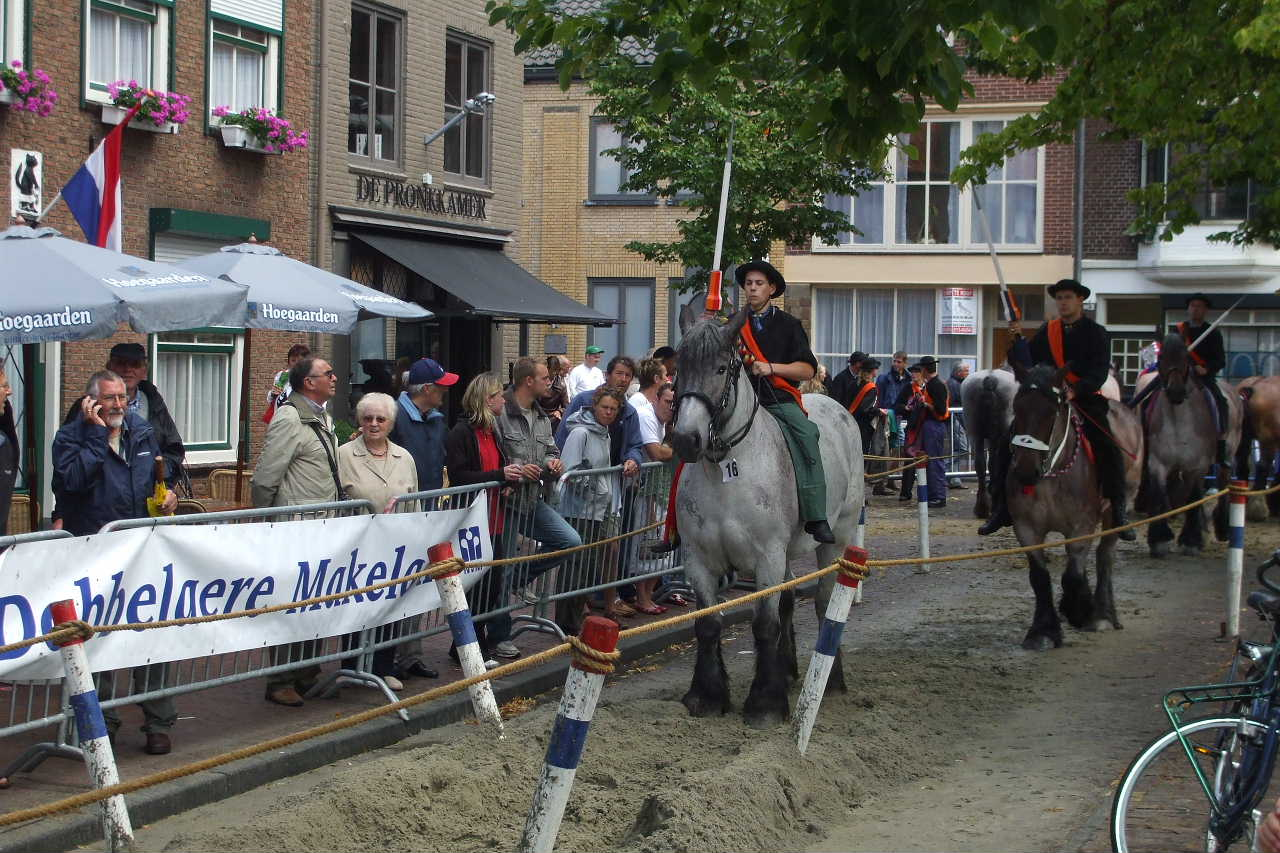
Ringrijders in IJzendijke
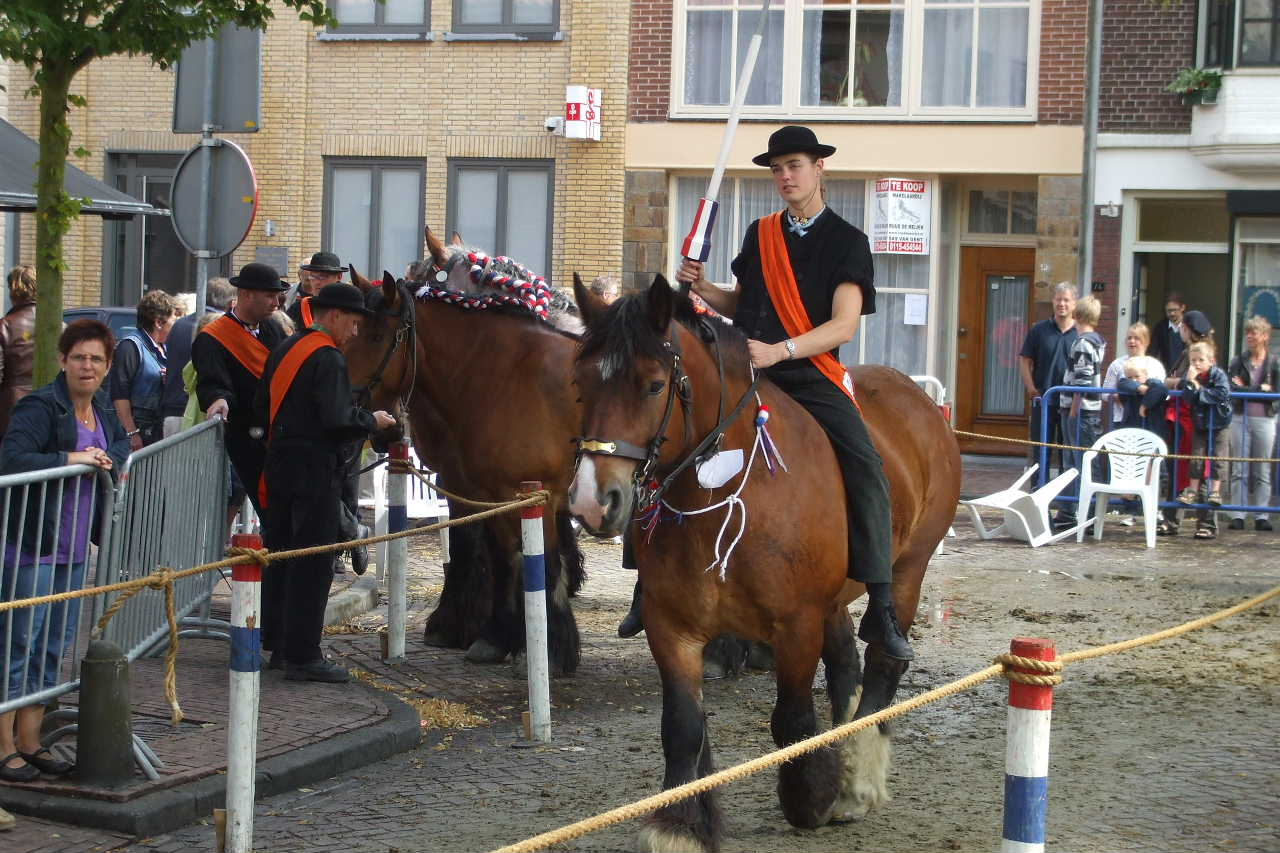
Ringrijders in IJzendijke
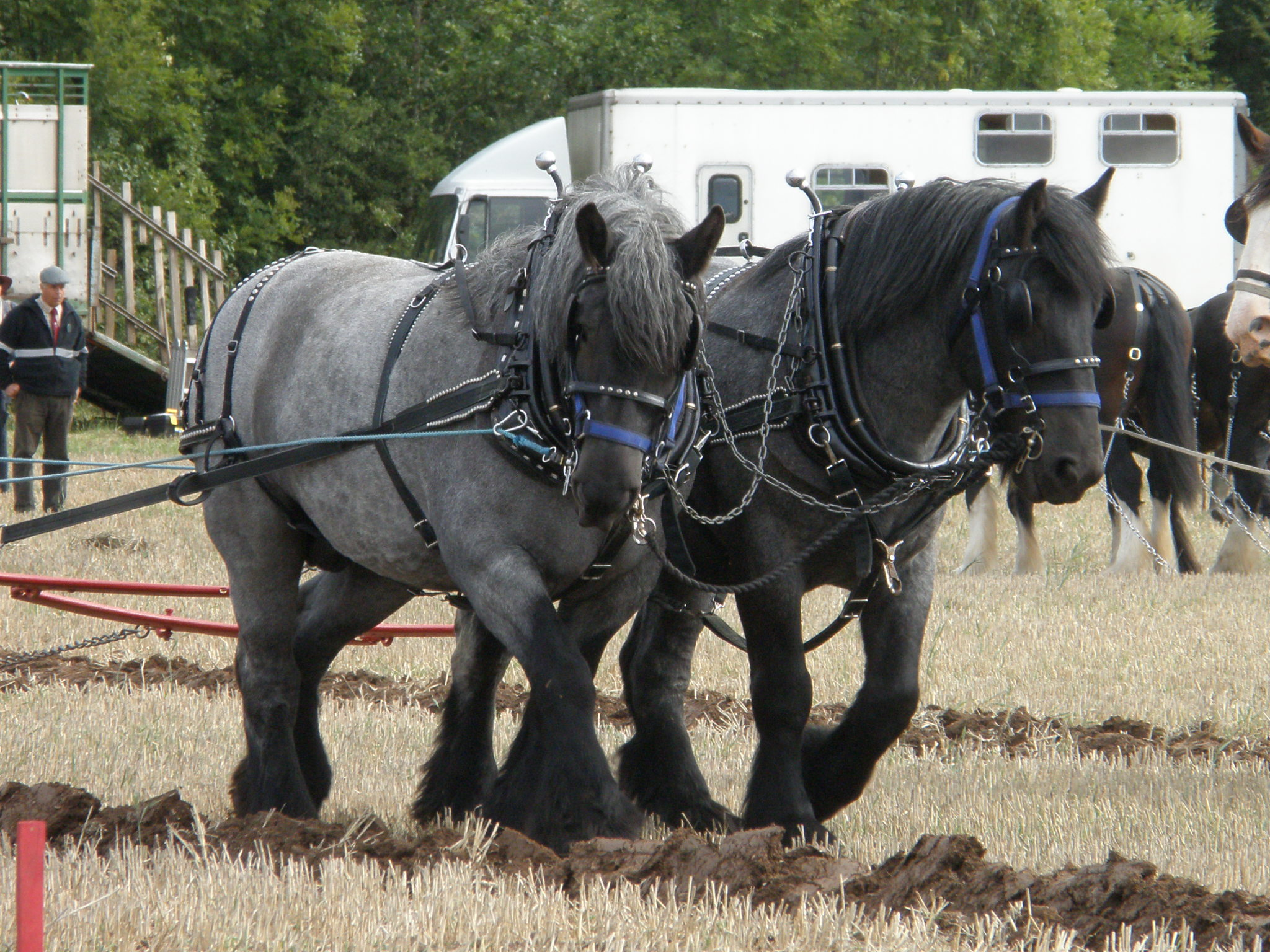
Trekwedstrijden, 2010